# Errno.h
errno.h — заголовочный файл стандартной библиотеки языка программирования С, содержащий объявление макроса для идентификации ошибок через их код. POSIX-совместимые операционные системы, наподобие Unix и Linux, могут включать другие макросы для определения ошибок через собственные коды errno. Значение errno имеет смысл только тогда, когда системный вызов или функция возвращает признак ошибки.

## Макросы и типы
```
#include
 
<errno.h>

#define EDOM

#define EILSEQ

#define ERANGE

extern
 
int
 
errno
;

```

Заголовочный файл определяет следующие макросы: EDOM, EILSEQ, ERANGE. Они имеют тип int, имеют положительное значение и могут использоваться в препроцессорных директивах #if. При запуске программы значение errno равно нулю.
| Макрос | Расшифровка            | Смысловое значение                  |
| ------ | ---------------------- | ----------------------------------- |
| EDOM   | Error domain           | Ошибка области определения          |
| EILSEQ | Error invalid sequence | Ошибочная последовательность байтов |
| ERANGE | Error range            | Результат слишком велик             |

Заголовочный файл определяет errno как изменяемое lvalue, которое может быть макросом или идентификатором с внешним связыванием.
В случае ошибки некоторые библиотечные функции заносят в errno положительное значение, но никогда не обнуляют его. Стандарт не специфицирует какие-либо иные коды ошибок.

## POSIX
Сообщение об ошибке может быть получено с помощью потокобезопасной функции strerror_r() (strerror() для однопоточных программ) или выведено в поток ошибок с помощью perror().
Стандарт POSIX определяет следующие символьные имена ошибок:
| Макрос          | Сообщение                                         |
| --------------- | ------------------------------------------------- |
| E2BIG           | Список аргументов слишком длинный                 |
| EACCES          | Отказ в доступе                                   |
| EADDRINUSE      | Адрес используется                                |
| EADDRNOTAVAIL   | Адрес недоступен                                  |
| EAFNOSUPPORT    | Семейство адресов не поддерживается               |
| EAGAIN          | Ресурс временно недоступен                        |
| EALREADY        | Соединение уже устанавливается                    |
| EBADF           | Неправильный дескриптор файла                     |
| EBADMSG         | Неправильное сообщение                            |
| EBUSY           | Ресурс занят                                      |
| ECANCELED       | Операция отменена                                 |
| ECHILD          | Нет дочернего процесса                            |
| ECONNABORTED    | Соединение прервано                               |
| ECONNREFUSED    | Соединение отклонено                              |
| EDEADLK         | Обход тупика ресурсов                             |
| EDESTADDRREQ    | Требуется адрес назначения                        |
| EDOM            | Ошибка области определения                        |
| EDQUOT          | Зарезервировано                                   |
| EEXIST          | Файл существует                                   |
| EFAULT          | Неправильный адрес                                |
| EFBIG           | Файл слишком велик                                |
| EHOSTUNREACH    | Хост недоступен                                   |
| EIDRM           | Идентификатор удален                              |
| EILSEQ          | Ошибочная последовательность байтов               |
| EINPROGRESS     | Операция в процессе выполнения                    |
| EINTR           | Прерванный вызов функции                          |
| EINVAL          | Неправильный аргумент                             |
| EIO             | Ошибка ввода-вывода                               |
| EISCONN         | Сокет (уже) соединен                              |
| EISDIR          | Это каталог                                       |
| ELOOP           | Слишком много уровней символических ссылок        |
| EMFILE          | Слишком много открытых файлов                     |
| EMLINK          | Слишком много связей                              |
| EMSGSIZE        | Неопределённая длина буфера сообщения             |
| EMULTIHOP       | Зарезервировано                                   |
| ENAMETOOLONG    | Имя файла слишком длинное                         |
| ENETDOWN        | Сеть не работает                                  |
| ENETRESET       | Соединение прервано сетью                         |
| ENETUNREACH     | Сеть недоступна                                   |
| ENFILE          | Слишком много открытых файлов в системе           |
| ENOBUFS         | Буферное пространство недоступно                  |
| ENODEV          | Нет такого устройства                             |
| ENOENT          | Нет такого файла или каталога                     |
| ENOEXEC         | Ошибка формата исполняемого файла                 |
| ENOLCK          | Блокировка недоступна                             |
| ENOLINK         | Зарезервировано                                   |
| ENOMEM          | Недостаточно памяти                               |
| ENOMSG          | Сообщение нужного типа отсутствует                |
| ENOPROTOOPT     | Протокол недоступен                               |
| ENOSPC          | Памяти на устройстве не осталось                  |
| ENOSYS          | Функция не реализована                            |
| ENOTCONN        | Сокет не соединен                                 |
| ENOTDIR         | Это не каталог                                    |
| ENOTEMPTY       | Каталог непустой                                  |
| ENOTSOCK        | Это не сокет                                      |
| ENOTSUP         | Не поддерживается                                 |
| ENOTTY          | Неопределённая операция управления вводом-выводом |
| ENXIO           | Нет такого устройства или адреса                  |
| EOPNOTSUPP      | Операция сокета не поддерживается                 |
| EOVERFLOW       | Слишком большое значение для типа данных          |
| EPERM           | Операция не разрешена                             |
| EPIPE           | Разрушенный канал                                 |
| EPROTO          | Ошибка протокола                                  |
| EPROTONOSUPPORT | Протокол не поддерживается                        |
| EPROTOTYPE      | Ошибочный тип протокола для сокета                |
| ERANGE          | Результат слишком велик                           |
| EROFS           | Файловая система только на чтение                 |
| ESPIPE          | Неправильное позиционирование                     |
| ESRCH           | Нет такого процесса                               |
| ESTALE          | Зарезервировано                                   |
| ETIMEDOUT       | Операция задержана                                |
| ETXTBSY         | Текстовый файл занят                              |
| EWOULDBLOCK     | Блокирующая операция                              |
| EXDEV           | Неопределённая связь                              |